# Latücht

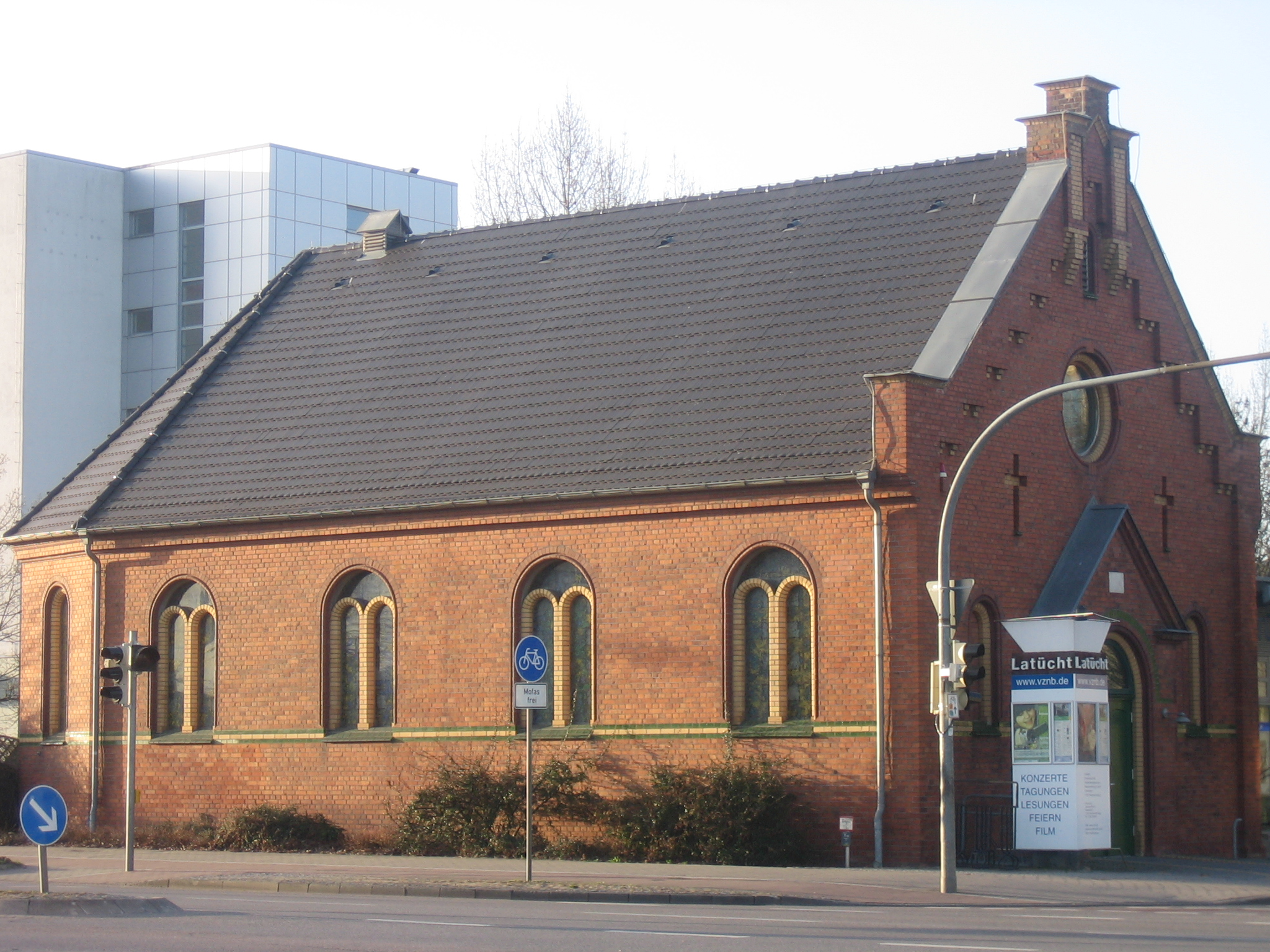
Seitenansicht des Latücht

 Das Latücht (niederdeutsch für Laterne) ist ein Veranstaltungsgebäude und Kino in Neubrandenburg in Mecklenburg-Vorpommern. Die ehemalige katholische Kirche Sankt Joseph steht unter Denkmalschutz.

## Geschichte
Um die Mitte des 19. Jahrhunderts kam es im damals durchweg evangelischen Neubrandenburg und in der Umgebung zu einer Zuwanderung von Angehörigen der römisch-katholischen Konfession. Jedoch wurde erst 1899 in der Aula der Bürgerschule ein katholischer Gottesdienst gehalten, der erste in Neubrandenburg seit der Einführung der Reformation in Mecklenburg im Jahr 1549. Der Bonifatius-Verein erwarb 1905 ein Grundstück in der Großen Krauthöferstraße. 1906 wurde mit dem Kirchbau begonnen, 1907 fand die Kirchweihe statt. Wegen der verstärkten Nutzung durch polnische Erntehelfer wurde die Kirche im Volksmund auch  Schnitterkirche genannt. Die einfache Ausstattung wurde zwischen 1939 und 1942 um eine Kanzel und einen neobarocken Nebenaltar erweitert.
Nach dem Ende des Zweiten Weltkriegs wuchs die Zahl der Gemeindeangehörigen vor allem durch Kriegsflüchtlinge und Heimatvertriebene stark an. Um 1952 wurde das Kircheninnere neu gestaltet, 1960 ein Anbau mit Funktionsräumen errichtet. Die Kirche war jedoch inzwischen für die gewachsene Gemeinde zu klein. Nach 1976 gab die katholische Gemeinde das Gebäude auf, das an die Stadt Neubrandenburg fiel, und errichtete mit der Kirche St. Josef und Lukas in der Heidmühlenstraße ein neues Gemeindezentrum. Der wegen Straßenerweiterungen drohende Abriss des alten Gebäudes wurde abgewendet. Das Neubrandenburger Theater nutzte das Haus als Werkstatt und Requisitenlager. 
1991 wurde das einzige Bauwerk der Neuromanik in Neubrandenburg unter Denkmalschutz gestellt. Auf Beschluss der Stadt wurde ein multikulturelles Zentrum eingerichtet, das 1996 eröffnet wurde. Das Zentrum wurde mit moderner Projektions- und Filmvorführtechnik ausgestattet. Der Saal fasst bis zu 100 Plätze.
Der Latücht-Film & Medien e.V. übernahm die Bewirtschaftung und betrieb ein kommunales Programmkino mit Medienwerkstatt. Das Latücht wurde unter anderem Spielstätte der „dokumentART“ und des Neubrandenburger Jugendmedienfestes. Nach Streitigkeiten zwischen Verein und Stadt, unter anderem um die Finanzierung des Latücht, wurde die Bewirtschaftung und Vermarktung 2009 an die stadteigene Veranstaltungszentrum Neubrandenburg GmbH übertragen.